# 斯蒂爾韋爾島
斯蒂爾韋爾島（英語：Stillwell Island）是南極洲的島嶼，位於喬治五世地，處於加內特角東北面2.8公里，直徑0.5公里，是韋群島的最大島嶼，是瓦特灣入口處的西部，現時由南極條約體系管理。